# Funambule (album)
Pour les articles homonymes, voir Funambule (homonymie).
Albums de Grand Corps Malade
3e Temps
(2010) Il nous restera ça
(2015)
Singles
1. Au théâtre[1]
Sortie : septembre 2013
2. Te manquer
Sortie : septembre 2013
3. Funambule
Sortie : octobre 2013
4. La traversée
Sortie : novembre 2013
5. 15h du matin
Sortie : septembre 2014

Funambule est le quatrième album studio de Grand Corps Malade sorti fin 2013.  
L'album est disque d'or avec 95 000 exemplaires vendus.

## Liste des titres
Toutes les paroles sont écrites par Grand Corps Malade, toute la musique est composée par Ibrahim Maalouf.
| No  | Titre                                           | Durée |
| --- | ----------------------------------------------- | ----- |
| 1.  | Au théâtre                                      | 4:46  |
| 2.  | J'ai mis des mots (avec Charles Pasi)           | 3:28  |
| 3.  | Le Manège                                       | 4:13  |
| 4.  | Te manquer (avec Sandra Nkaké)                  | 4:06  |
| 5.  | Funambule                                       | 4:35  |
| 6.  | Les Lignes de la main                           | 2:15  |
| 7.  | Pause                                           | 3:37  |
| 8.  | Le Bout du tunnel                               | 4:21  |
| 9.  | La Traversée (avec Francis Cabrel)              | 4:20  |
| 10. | Les Cinq sens                                   | 3:36  |
| 11. | Course contre la honte (avec Richard Bohringer) | 6:20  |
| 12. | Tant que les gens font l'amour                  | 4:48  |

Titres bonus : paroles Grand Corps Malade
Toutes les paroles sont écrites par Renaud.
| No  | Titre                                             | Durée |
| --- | ------------------------------------------------- | ----- |
| 13. | Dans les vagues (titre bonus, avec Nolwenn Hedde) |       |
| 14. | 15h du matin (avec John Mamman)                   |       |
| 15. | Je t'embrasserai                                  |       |
| 16. | Mauvais rêve                                      |       |
| 17. | Robin des bois (live)                             |       |